# Parafia św. Mikołaja Biskupa Sanktuarium Matki Bożej Łaskawej w Pieraniu
Kościół św. Mikołaja Biskupa Sanktuarium MB Łaskawej w Pieraniu – jeden z dziewięciu kościołów w dekanacie inowrocławskim II. W samej budowli znajduje się obraz MB Pierańskiej, który został koronowany w 1722 roku. Kościół jest unikatową budowlą drewnianą.

## Rys historyczny
- 1326 – najstarsze wzmianki o parafii.
- XIV w. – świątynia kilka razy uległa spaleniu
- 1577–1597 – kościół był pod zarządem protestantów.
- 1680 – wybudowanie drugiego kościoła w tym miejscu za sprawą wojewody kaliskiego Zygmunta Działyńskiego, który wziął pod uwagę wielkość parafii. Wówczas parafia liczyła 500 osób.
- 1722 – introdukcja Bractwa niewolników maryjnych  Niepokalanego Poczęcia NMP.
- 1735 – wybudowanie okazałej świątyni, która przetrwała do dziś. Budowniczym kościoła był Jakub Gac z Zegrza. Fundatorami budowli byli Umińscy, rodzina Kościelskich, Działyńscy oraz Bractwo Niepokalanego Poczęcia NMP.
- XIX w. – powstanie cmentarza parafialnego.

## Dokumenty
- Księgi metrykalne:
  - ochrzczonych od 1712 roku
  - małżeństw od 1725 roku
  - zmarłych od 1717 roku

## Zasięg parafii
Miejscowości należące do parafii: Bąkowo, Dąbrowa Biskupia (4 rodziny), Dziewa, Głojkowo, Konary, Niemojewo, Nowy Dwór, Papros, Pieczyska, Pieranie, Przybysław (4 rodziny), Radojewice, Sobiesiernie.

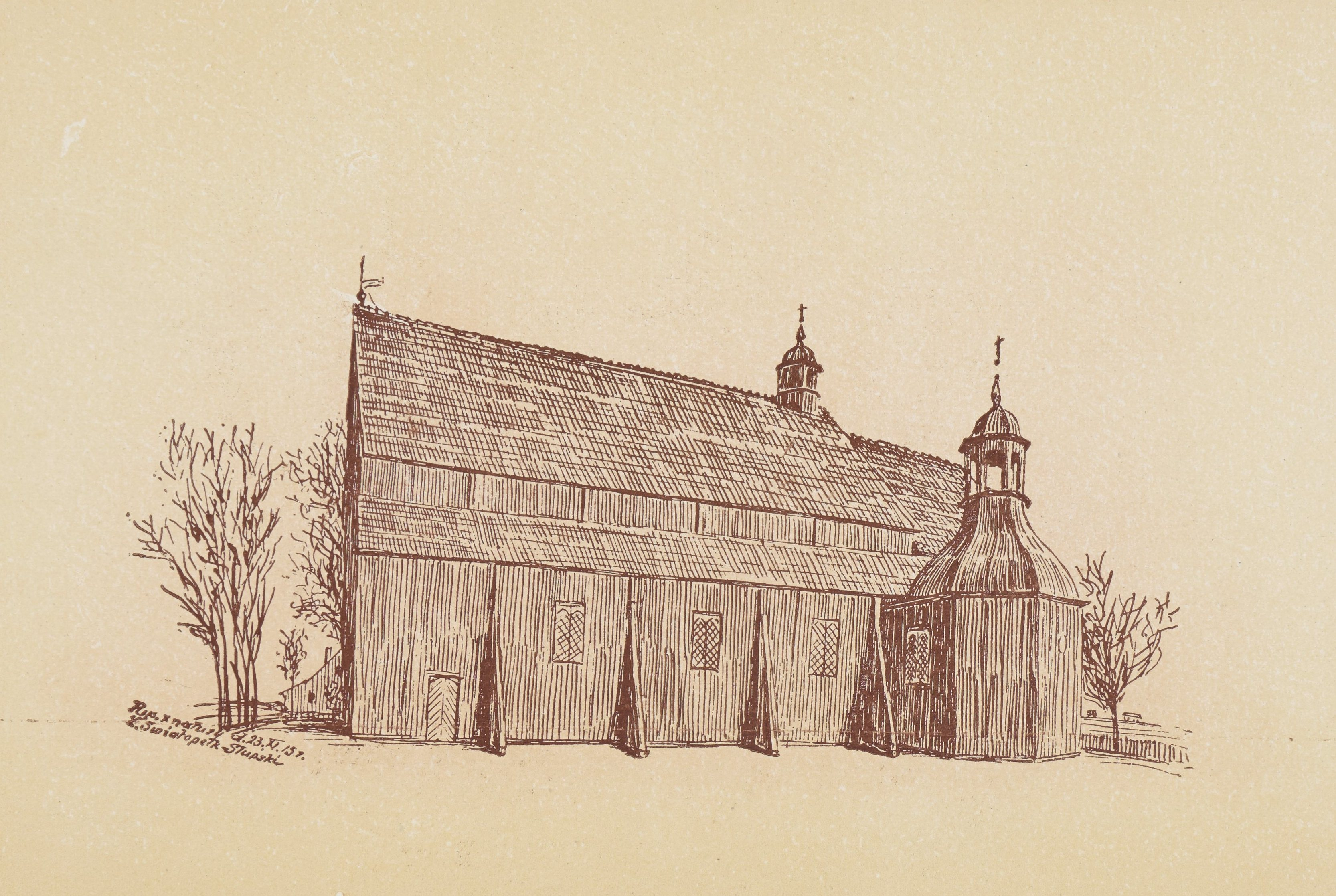
Kościół – 1915 rok